# العلاقات النمساوية الهندية
العلاقات النمساوية الهندية هي العلاقات الثنائية التي تجمع بين النمسا والهند.

## مقارنة بين البلدين
هذه مقارنة عامة ومرجعية للدولتين:
| وجه المقارنة                                              | النمسا                                                    | الهند                       |
| --------------------------------------------------------- | --------------------------------------------------------- | --------------------------- |
| المساحة (كم2)                                             | 83.86 ألف                                                 | 3.29 مليون                  |
| عدد السكان (نسمة)                                         | 8.81 مليون                                                | 1.35 مليار                  |
| الكثافة السكانية (ن./كم²)                                 | 105.06                                                    | 410.33                      |
| العاصمة                                                   | فيينا                                                     | نيودلهي                     |
| اللغة الرسمية                                             | اللغة الألمانية، لغة الإشارة النمساوية ‏                   | اللغة الهندية، لغة إنجليزية |
| العملة                                                    | يورو، شلن نمساوي، رايخ مارك، شلن نمساوي                   | روبية هندية                 |
| الناتج المحلي الإجمالي (بليون دولار)                      | 416.60 مليار                                              | 2.60 تريليون                |
| الناتج المحلي الإجمالي (تعادل القوة الشرائية) بليون دولار | 426.99 مليار                                              | 8.00 تريليون                |
| الناتج المحلي الإجمالي الاسمي للفرد دولار أمريكي          | 43.77 ألف                                                 | 1.60 ألف                    |
| الناتج المحلي الإجمالي للفرد دولار أمريكي                 | 47.68 ألف                                                 | 5.70 ألف                    |
| مؤشر التنمية البشرية                                      | 0.885                                                     | 0.609                       |
| رمز المكالمات الدولي                                      | +43                                                       | +91                         |
| رمز الإنترنت                                              | .at                                                       | .in، .भारत ‏، .بھارت ‏،        |
| المنطقة الزمنية                                           | توقيت وسط أوروبا، ت ع م+01:00، ت ع م+02:00، أوروبا/فيينا ‏ | ت ع م+05:30، توقيت الهند    |

## منظمات دولية مشتركة
يشترك البلدان في عضوية مجموعة من المنظمات الدولية، منها:
| علم المنظمة | اسم المنظمة                        | تاريخ انضمام النمسا | تاريخ انضمام الهند |
| ----------- | ---------------------------------- | ------------------- | ------------------ |
|             | يونسكو                             | 13 أغسطس 1948       | 4 نوفمبر 1946      |
|             | الفريق المعني برصد الأرض           | ?                   | ?                  |
|             | مؤسسة التمويل الدولية              | 28 سبتمبر 1956      | 20 يوليو 1956      |
|             | بنك التنمية الآسيوي                | 1966                | 1966               |
|             | منظمة حظر الأسلحة الكيميائية       | ?                   | ?                  |
|             | مؤسسة التنمية الدولية              | 28 يونيو 1961       | 24 سبتمبر 1960     |
|             | منظمة التجارة العالمية             | ?                   | 1995               |
|             | نظام تحكم تكنولوجيا القذائف        | 1991                | 2016               |
|             | وكالة ضمان الاستثمار متعدد الأطراف | 16 ديسمبر 1997      | 6 يناير 1994       |
|             | الاتحاد البريدي العالمي            | ?                   | ?                  |
|             | منظمة الشرطة الجنائية الدولية      | ?                   | ?                  |
|             | الأمم المتحدة                      | 14 ديسمبر 1955      | 30 أكتوبر 1945     |
|             | الاتحاد الدولي للاتصالات           | 1866                | 1869               |
|             | البنك الدولي للإنشاء والتعمير      | 27 أغسطس 1948       | 27 ديسمبر 1945     |
|             | البنك الإفريقي للتنمية             | ?                   | ?                  |

## أعلام
هذه قائمة لبعض الشخصيات التي تربطها علاقات بالبلدين:
- أنيتا بوس بفاف (29 نوفمبر 1942 – )
- تاميرا باسيك (لاعبة كرة مضرب نمساوية، 6 ديسمبر 1990 – )

## وصلات خارجية
- موقع وزارة الخارجية النمساوية
- موقع وزارة الخارجية الهندية